# سان بارتلمه د بخار

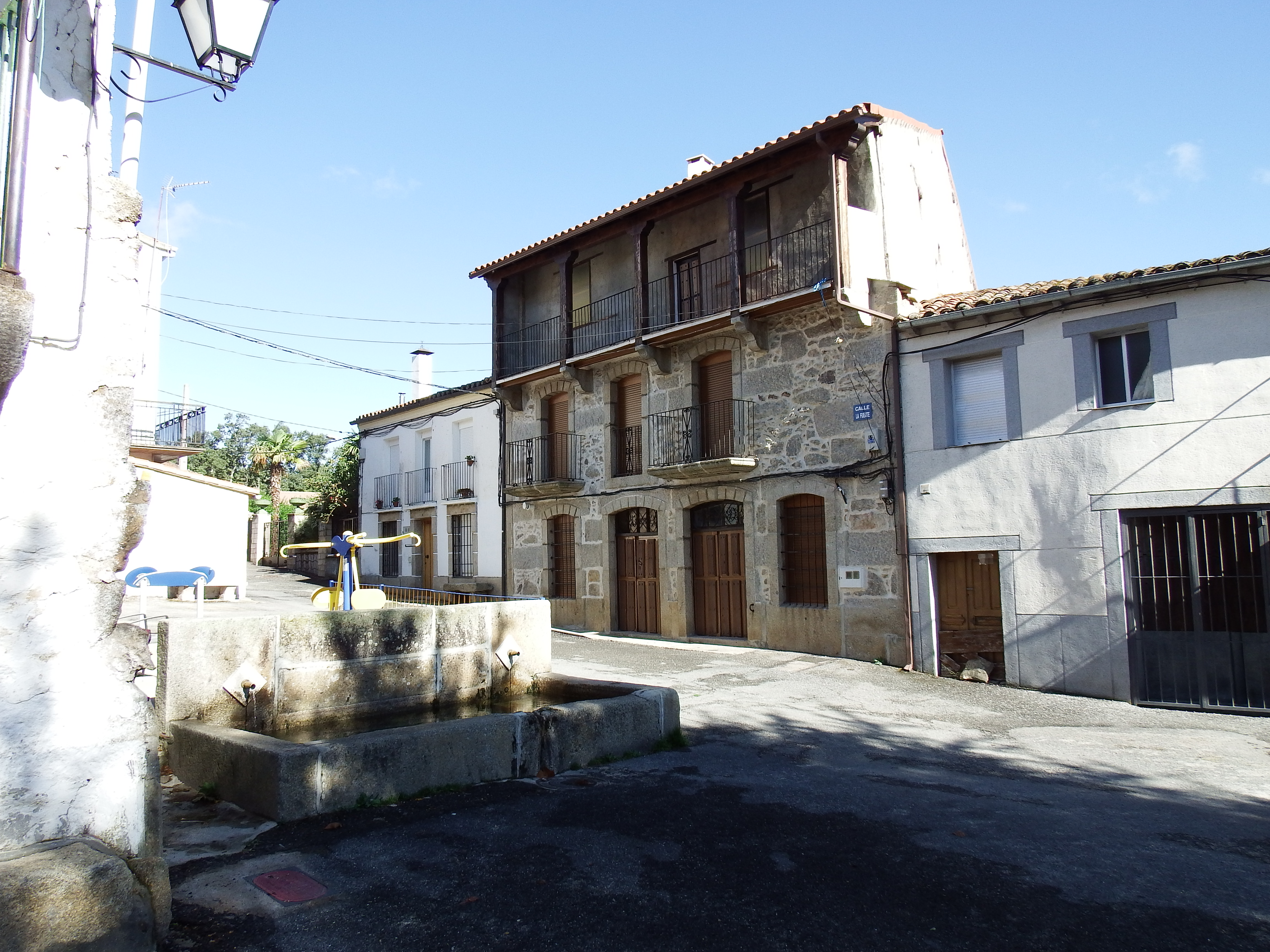
سان بارتلمه د بخار

سان بارتلمه د بخار دهستانی در استان آبیلای اسپانیا است.
در این دهستان ۷۱ نفر زندگی می‌کنند. مساحت این دهستان ۱۶٫۵۰ کیلومتر مربع است.